# マルグリット・ド・ブルボン (1438-1483)
マルグリット・ド・ブルボン（Marguerite de Bourbon, 1438年2月5日 - 1483年4月24日）は、サヴォイア公フィリッポ2世の最初の妻。夫の家督継承以前に死去したため、ブレス伯爵夫人の称号で呼ばれた。フランス王フランソワ1世の母方の祖母にあたる。イタリア語名はマルゲリータ・ディ・ボルボーネ（Margherita di Borbone）。

## 生涯
ブルボン公シャルル1世とその妻でブルゴーニュ公ジャン1世（無畏公）の娘であるアニェスの間の第8子、三女として生まれた。1472年4月6日にムーランにおいて、サヴォイア公アメデーオ9世の弟で当時はブレス伯だったフィリッポと結婚した。夫は1496年にサヴォイア公爵位を継承した。2人の婚約協定は1471年1月6日にトゥールにおいて結ばれている。遺骸は息子フィリベルト2世およびその妻マルグリットと一緒に、ブール＝カン＝ブレスのブルー修道院に葬られた。

## 子女
- ルイーザ（1476年 - 1531年） - 1488年、アングレーム伯シャルルと結婚
- ジローラモ（1478年）
- フィリベルト2世（1480年 - 1504年） - サヴォイア公